# Florentina Constantinescu
Florentina Cristina Constantinescu (* 1983 als Florentina Petre) ist eine rumänische Badminton- und Squashspielerin. 

## Karriere
Florentina Constantinescu siegte 2001 im Badminton noch als Juniorin erstmals bei den nationalen Titelkämpfen in Rumänien. Bis 2011 folgten mehr als ein Dutzend weitere Titelgewinne. 2003 siegte sie bei den Greece International und nahm an den Weltmeisterschaften teil. 2007 folgte eine weitere WM-Teilnahme. Bei der Balkanmeisterschaft 2012 gewann sie Silber im Doppel und Bronze mit dem Team. Ab 2012 war Constantinescu auch im Squash aktiv. Sie gewann in dem Jahr die erste Austragung der rumänischen Meisterschaften und wiederholte diesen Erfolg 2013 sowie von 2017 bis 2019 nochmals drei weitere Male. Sie gehörte zum rumänischen Aufgebot bei der Europameisterschaft 2016 und gewann zwei ihrer vier Partien.

## Erfolge im Badminton
| Saison | Veranstaltung                                | Disziplin   | Platz | Name                                         |
| ------ | -------------------------------------------- | ----------- | ----- | -------------------------------------------- |
| 2001   | Rumänien: Einzelmeisterschaften              | Damendoppel | 1     | Alexandra Olariu / Florentina Petre          |
| 2002   | Rumänien: Einzelmeisterschaften der Junioren | Mixed       | 1     | Adrian Luchian / Florentina Petre            |
| 2002   | Rumänien: Einzelmeisterschaften der Junioren | Dameneinzel | 1     | Florentina Petre                             |
| 2002   | Rumänien: Einzelmeisterschaften              | Damendoppel | 1     | Alexandra Olariu / Florentina Petre          |
| 2003   | Weltmeisterschaft                            | Damendoppel | 33    | Alexandra-Gabriela Olariu / Florentina Petre |
| 2003   | Greece International                         | Damendoppel | 1     | Florentina Petre / Alexandra Olariu          |
| 2003   | Greece International                         | Dameneinzel | 1     | Florentina Petre                             |
| 2003   | Rumänien: Einzelmeisterschaften              | Damendoppel | 1     | Alexandra Olariu / Florentina Petre          |
| 2005   | Rumänien: Einzelmeisterschaften              | Mixed       | 1     | Robert Ciobotaru / Florentina Petre          |
| 2005   | Rumänien: Einzelmeisterschaften              | Dameneinzel | 1     | Florentina Petre                             |
| 2006   | Rumänien: Einzelmeisterschaften              | Dameneinzel | 1     | Florentina Petre                             |
| 2006   | Rumänien: Einzelmeisterschaften              | Damendoppel | 1     | Alexandra Milon / Florentina Petre           |
| 2007   | Rumänien: Einzelmeisterschaften              | Dameneinzel | 1     | Florentina Petre                             |
| 2007   | Rumänien: Einzelmeisterschaften              | Damendoppel | 1     | Alexandra Milon / Florentina Petre           |
| 2009   | Rumänien: Einzelmeisterschaften              | Damendoppel | 1     | Alexandra Milon / Florentina Petre           |
| 2009   | Rumänien: Einzelmeisterschaften              | Mixed       | 1     | Robert Ciobotaru / Florentina Petre          |
| 2010   | Rumänien: Einzelmeisterschaften              | Damendoppel | 1     | Alexandra Milon / Florentina Constantinescu  |
| 2010   | Rumänien: Einzelmeisterschaften              | Mixed       | 1     | Robert Ciobotaru / Florentina Constantinescu |
| 2011   | Rumänien: Einzelmeisterschaften              | Dameneinzel | 1     | Florentina Constantinescu                    |
| 2011   | Rumänien: Einzelmeisterschaften              | Mixed       | 1     | Robert Ciobotaru / Florentina Constantinescu |
| 2011   | Rumänien: Einzelmeisterschaften              | Damendoppel | 1     | Alexandra Milon / Florentina Constantinescu  |

## Erfolge im Squash
- Rumänische Meisterin: 5 Titel (2012, 2013, 2017–2019)